# Kiro (États-Unis)
Pour les articles homonymes, voir Kiro.
Kiro est une census-designated place du comté de Shawnee, dans l’État du Kansas, aux États-Unis.

## Source
- (en) Cet article est partiellement ou en totalité issu de l’article de Wikipédia en anglais intitulé « Kiro, Kansas » (voir la liste des auteurs).